# Lijst van voetbalinterlands Albanië - Letland (vrouwen)
Deze lijst van voetbalinterlands is een overzicht van alle officiële voetbalinterlands tussen de nationale vrouwenteams van Albanië en Letland. De landen hebben tot nu toe één keer tegen elkaar gespeeld.

## Wedstrijden
| № | Plaats   | Datum        | Competitie           | Wedstrijd         | Uitslag |
| - | -------- | ------------ | -------------------- | ----------------- | ------- |
| 1 | Ta' Qali | 6 april 2013 | WK 2015 kwalificatie | Albanië − Letland | 2 − 0   |

## Samenvatting
| Competitie      | Totaal gespeeld | Winst Albanië | Gelijk | Winst Letland | Doelsaldo Albanië – Letland |
| --------------- | --------------- | ------------- | ------ | ------------- | --------------------------- |
| WK-kwalificatie | 1               | 1             | 0      | 0             | 2 − 0                       |
| Totaal          | 1               | 1             | 0      | 0             | 2 − 0                       |